# Matej Bor
Matej Bor, vars riktiga namn var Vladimir Pavšič, föddes den 14 april 1913 och dog den 29 september 1993. Han var en slovensk översättare, poet, kritiker, journalist, dramatiker, partisan och förkämpe. Under andra världskriget verkade han inom befrielserörelsen genom att vara engagerad inom kultur och propagandaområden. 

## Hans liv
Vladimir Pavšič föddes i byn Grgar, nära Gorizia. På den tiden tillhörde området Österrike, men idag tillhör området Slovenien. Efter år 1920 flyttade familjen till Celje som då tillhörde Jugoslavien. Efter att han gått klart gymnasiet började han studera slovensk och slavisk filologi vid universitetet i Ljubljana. Efter att han tagit examen arbetade han som journalist och professor i Maribor. Bor flydde från Maribor 1941, till Ljubljana som var ockuperat av Italienare , eftersom Maribor ockuperades av tyska nazister. Sommaren 1941 gick han med i den kommunistledda motståndsrörelsen. Han skrev många stridssånger som var omtyckta av de slovenska partisanerna under andra världskriget. Det var då han tog namnet Matej Bor i syfte att skapa anonymitet. Han fortsatte att använda detta namn även efter andra världskriget.
Under 1944 flyttade han till Belgrad för att arbeta inom radio.  Belgrad hade då blivit befriat från nazisterna av jugoslaviska armén. 1945 flyttade Bor tillbaka till Ljubljana där han ägnade sig åt att översätta och skriva. En av hans författarkollegor var Anton Ingolič. Bor fick Prešerenpriset 1947, som hyllning för hans verk. Han var sedan 1965 medlem i slovenska vetenskaps- och konstakademin. Under tidigt 1970- tal tros han vara en av de första grundarna av miljörörelsen i Slovenien. Bor försökte år 1980 att översätta venetiska skrifter genom att använda det slovenska språket och dess dialekter. Tillsammans med Jožko Šavli och Ivan Tomažič, skapade de en teori om att slovener ursprungligen kom från ett romersk- slaviskt folk som kallades veneter enligt venterteorin. Bor hjälpte år 1984 författaren Igor Torka att publicera en roman om upplevelsen i konservationslägret Goli Otok. Bor skrev 12 dramer och flera verk för ungdomar. Han översatte även främst Shakespeares verk. Han dog i Ljubljana 1993. 

## Verk i urval
- Previharimo viharje (Låt oss rida ut stormarna) gavs ut 1942. Detta var hans första diktsamling.
- Šel je popotnik skozi atomski vek (Det gick en vandrare genom atomåldern) kom ut 1970. Detta var hans sista diktsamling.
- Vesna (Våren), en film som spelades in 1954 efter hans manuskript.
- Uganke (Gåtor), 1951. Litteratur för unga.
- Slike in pesmi o živalih (Bilder och sånger om djur), 1956. Litteratur för unga.
- Pesmi za Manjo (Sånger till Manja), 1985. Litteratur för unga.